# Haitam Aleesami
Haitam Aleesami (Oslo, 31 juli 1991) is een Noors voetballer die bij voorkeur als linksback speelt. Hij tekende in 2016 bij US Palermo. In 2015 debuteerde hij voor Noorwegen.

## Clubcarrière
Aleesami stroomde in 2010 door vanuit de jeugd van Skeid Fotball. In 2012 trok hij naar Fredrikstad FK. In januari 2015 tekende hij bij IFK Göteborg. In totaal maakte hij twee doelpunten in 45 competitieduels in de Zweedse competitie. In augustus 2016 accepteerde IFK Göteborg een bod van US Palermo. Op 21 augustus 2016 debuteerde de Noors international in de Serie A tegen US Sassuolo.

## Interlandcarrière
Op 10 oktober 2015 debuteerde Aleesami in de EK-kwalificatiewedstrijd tegen Malta. Drie dagen later speelde hij ook 90 minuten mee tegen Italië.